# Deep Pockets: Super Pro Pool and Billiards
Deep Pockets: Super Pro Pool and Billiards est un jeu vidéo de billard développé par Realtime Associates en 1990 pour la console Intellivision mais non commercialisé en raison de la faillite de l'éditeur INTV. Il s'agit ainsi du tout dernier jeu développé pour cette console pendant sa période d'exploitation. En 2019, Blue Sky Rangers édite finalement une version physique officielle de la cartouche de jeu. 

## Système de jeu
Le jeu propose plusieurs variantes de jeux de billard :
- Pocket Billards
  - Eight Ball
  - Nine Ball
  - Rotation
  - Straight Pool
  - One Pocket
- Carom Billards
  - Straight Ball
  - Red Ball
  - Four Ball
  - Three-Cushion

## Développement
Super Pro Pool and Billiards est annoncé dès 1988 dans de la gamme des jeux de sport Super Pro, initiée avec Super Pro Football, commandés par INTV à Realtime Associates. Son développement est un challenge car l'affichage des 16 boules sur la table de jeu dépasse la capacité de l'Intellivision, limitée à huit objets en mouvement simultanément. Le duo Dave Warhol-Rick Koenig doit donc utiliser une technique de multiplexage, formellement interdite du temps de Mattel Electronics car elle provoque des clignotements de l'affichage, unique solution pratique dans le cas présent.
Le programme est donc signé Steve Ettinger, et la programmation de la physique des boules Rick Koenig. Les graphismes sont de Connie Goldman et Steve Ettinger. Les effets sonores sont de David Warhol.
Pour la musique, Warhol et Ettinger expérimentent une interface pour convertir directement du MIDI en code pour la puce sonore de l'Intellivision. Cette technique permet, en plus de gagner du temps, une composition live depuis un piano. Un musicien de blues professionnel, non crédité, est à l'origine du thème du jeu.
Lorsque le jeu est terminé, INTV connait des difficultés financières et est incapable de le payer, il n'est donc pas édité et finit dans les archives reprises plus tard par Intellivision Productions.

## Héritage
Il faut attendre 1997 pour le jeu soit proposé pour la première fois au public, sous forme d'image de ROM accompagnée d'un émulateur, dans Intellipack volume 2, en téléchargement gratuit. L'année suivante, Intellivision Productions l'intègre dans la version PC/Mac de la compilation Intellivision Lives! (en), puis sur diverses plateformes.
Cette ROM donne lieu à la publication amateur d'une cartouche par le groupe IntelligentVision spécialisé dans les jeux homebrew en 2012.
En 2019, Blue Sky Rangers, Inc., qui a repris les activités d'Intellivision Productions, édite finalement une version physique officielle de la cartouche de jeu.